# Paradelphomyia maddocki
Paradelphomyia maddocki là một loài ruồi trong họ Limoniidae. Chúng phân bố ở miền Tân bắc.